# Hořejší mlýn (Radotín)
Hořejší mlýn v Radotíně (Böhmův) je bývalý vodní mlýn v Praze 5, který stojí na Radotínském potoce.

## Historie
Vodní mlýn je poprvé zmíněn roku 1432 při ocenění na 1,5 kopy grošů pražských. Počátkem 17. století jej od vdovy Komínkové koupil písař Petr Stradonides, po jehož smrti roku 1618 byl prodán zbraslavskému klášteru. Poté se zde mlynářské rody střídaly.
Vdovu po mlynáři Emilu Čumrdovi Amálii si vzal majitel hostince na Cikánce Jan Böhm, který po skončení 1. světové války přistavěl u mlýna pilu. Po smrti manželky se dostal do finančních potíží a záložna prodala mlýn v nucené dražbě dr. Ludvíku Dukátovi, který přebudoval celý mlýn na pilu a roku 1931 ukončil mletí.
V roce 1948 byla pila znárodněna. Poté objekt sloužil jako strojní traktorová stanice a později jako střední odborné učiliště.

## Popis
Areál mlýna tvoří mlýnice a obytný dům jako samostatné budovy. Mlýnice je zděná, jednopatrová s podélným vikýřem.
V roce 1930 měl mlýn jedno kolo na svrchní vodu, hltnost 0,14 m³/s, spád 4,9 metru a výkon 6,4 HP.